# Paulo Bomfim
Paulo Lébeis Bomfim (São Paulo, 30 de setembro de 1926 - São Paulo, 7 de julho de 2019) foi um poeta brasileiro, membro da Academia Paulista de Letras.

## Biografia
Jornalista profissional, iniciou suas atividades jornalísticas em 1945, no Correio Paulistano, indo a seguir para o Diário de São Paulo a convite de Assis Chateaubriand onde escreveu durante uma década “Luz e Sombra”, redigindo também “Notas Paulistas” para o “Diário de Notícias” do Rio. Foi diretor de Relações Públicas da “Fundação Cásper Líbero” e fundador, com Clóvis Graciano, da Galeria Atrium. Homem de TV, produziu “Universidade na TV” juntamente com Heraldo Barbuy e Oswald de Andrade Filho, no Canal 2, “Crônica da Cidade” e “Mappin Movietone”, no Canal 4. Apresentou na Rádio Gazeta, “Hora do Livro” e “Gazeta é Notícia”.
Seu primeiro livro de poemas, “Antônio Triste”, lançado em 1946, com ilustrações de Tarsila do Amaral, recebeu o Prêmio Olavo Bilac, concedido pela Academia Brasileira de Letras, em 1947. Paralelamente, atuou como produtor de rádio e televisão. Foi curador da Fundação Padre Anchieta e presidente do Conselho Estadual de Cultura de São Paulo.

## Obra literária
- 01) 1947 “Antonio Triste”
- 02) 1951 "Transfiguração
- 03) 1952 “Relógio de Sol”
- 04) 1954 "Cantiga de Desencontro" e
- 05) 1954 "Poema do Silêncio”.
- 06) 1955 “Sinfonia Branca”.
- 07) 1956 "Armorial"
- 08) 1958 “Poema da Descoberta” e
- 09) 1958 “Quinze Anos de Poesia”.
- 10) 1959 “Sonetos”.
- 11) 1960 “O Colecionador de Minutos”.
- 12) 1961 “Ramo de Rumos”.
- 13) 1962 “Antologia Poética” .
- 14) 1963 “Sonetos da Vida e da Morte”.
- 15) 1964 “Tempo Reverso”.
- 16) 1966 “Canções”.
- 17) 1968 “Calendário”.
- 18) 1974 “Poemas Escolhidos”,
- 19) 1981 “Praia de Sonetos”,
- 20) 1983 “Sonetos do Caminho”,
- 21) 1992 “Súdito da Noite”,
- 22) 1997 “50 Anos de Poesia”,
- 23) 2000 “Aquele Menino”, livro de memórias.
- 24) 2001 “O Caminheiro”
- 25) 2003 A Academia Paulista de Magistrados lança “Tributo a Paulo Bomfim”.
- 26) 2004 “Tecido de Lembranças”, livro de crônicas e memórias.
- 27) 2005 “Rituais” com ilustrações de Dudu Santos
- 28) 2006 “Livro dos Sonetos”
- 29) 2006 “Janeiros de meu São Paulo”
- 30) 2007 “Cancioneiro” com desenhos de Adriana Florence
- 31) 2007 “Navegante”
- 32) 2008 “Café com Leite” com Juarez de Oliveira.
- 33) 2012 “Diário do Anoitecer”
- 34) 2012 "Antologia Lírica"
- 35 )2013 "Insólita Metrópole" SP nas Crônicas de Paulo Bomfim (Organização Ana Luiza Martins)
- 36) 2014 "Migalhas de Paulo Bomfim"
- 37) 2016 "PAULO BOMFIM - Porta Retratos - Fotobiografia" (Organização biográfica Di Bonetti)

## Poesias Musicadas
Cantigas, musicadas por Dinorah de Carvalho, Camargo Guarnieri, Theodoro Nogueira, Sérgio Vasconcelos e Osvaldo Lacerda,
12 Poesias musicadas por Eduardo Santhana

## Títulos Honoríficos
Suas obras foram traduzidas para o alemão, o francês, o inglês, o italiano e o castelhano.
Em noite memorável de 23 de maio de 1963 entrou para a Academia Paulista de Letras onde foi saudado por Ibrahim Nobre.
Foi Presidente do Conselho Estadual de Cultura e do Conselho Estadual de Honrarias e Mérito.
Em 1981, eleito “Intelectual do Ano”, pela União Brasileira de Escritores, conquistando o “Troféu Juca Pato”, ao qual concorreram também Darcy Ribeiro e Celso Furtado.
Em 1991, premiado com o “Obrigado São Paulo” da TV Manchete. Recebeu, também, o título “Príncipe dos Poetas Brasileiros”, da Revista Brasília.
Foi outorgado, no Rio de Janeiro, o Prêmio da União Brasileira de Escritores por seus 50 anos de Poesia.
Editado pela Academia Paulista de Magistrados o livro “Tributo a Paulo Bomfim”.
Em 2004, é criado pelo Governo do Estado de São Paulo o “Prêmio Paulo Bomfim de Poesia”.
É hoje o Decano da Academia Paulista de Letras e Conselheiro do IMAE.
2008 - Prêmio Literário “Fundação Bunge” (conjunto de obras)
Em 17 de julho de 2012, foi agraciado com o Colar do Mérito Judiciário, condecoração instituída pelo Tribunal de Justiça de SP, em 1973, com o objetivo de homenagear personalidades, nacionais ou estrangeiras, por seus méritos e relevantes serviços prestados à cultura jurídica.
23/5/2013 Cinquenta anos de Academia Paulista de Letras
Foi Assessor da Presidência do Tribunal de Justiça de São Paulo.